# Abuja

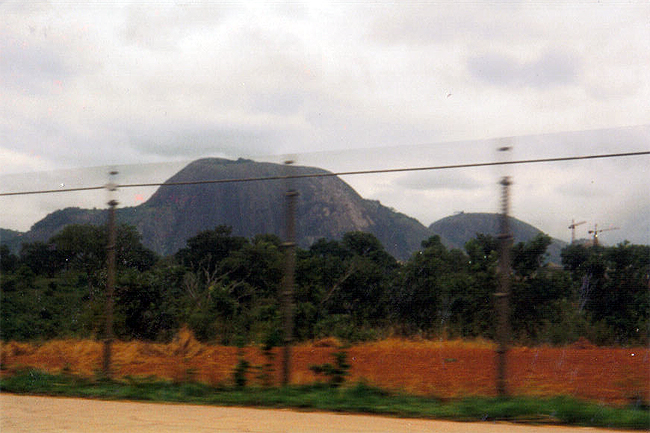
Az Aszo-szikla

Abuja (IPA átírással: /əˈbuːdʒə/, magyaros átírásban abudzsa), angol nevén hivatalosan Abuja Municipal Area Council Nigéria fővárosa. Az ország középső részében helyezkedik el, a Szövetségi Fővárosi Terület nevű közigazgatási egység része.

## Éghajlata
| Hónap                                     | Jan. | Feb. | Már. | Ápr. | Máj. | Jún. | Júl. | Aug. | Szep. | Okt. | Nov. | Dec. | Év   |
| ----------------------------------------- | ---- | ---- | ---- | ---- | ---- | ---- | ---- | ---- | ----- | ---- | ---- | ---- | ---- |
| Átlagos max. hőmérséklet (°C)             | 34,7 | 36,8 | 36,9 | 35,6 | 32,7 | 30,6 | 29,1 | 28,9 | 30,0  | 32,0 | 34,4 | 34,6 | 33,0 |
| Átlagos min. hőmérséklet (°C)             | 20,4 | 25,5 | 24,3 | 24,7 | 19,5 | 18,3 | 21,9 | 17,7 | 17,5  | 21,4 | 15,7 | 15,5 | 20,2 |
| Átl. csapadékmennyiség (mm)               | 1    | 5    | 11   | 62   | 134  | 164  | 217  | 262  | 253   | 103  | 4    | 1    | 1217 |
| Forrás: World Meteorological Organization |      |      |      |      |      |      |      |      |       |      |      |      |      |

## Története
„Mesterséges”, azaz nem szerves fejlődés részeként létrejött város: jórészt az 1980-as években építették és hivatalosan 1991. december 12-én lett Nigéria fővárosa Lagos helyett. Becsült népessége 405 ezer, agglomerációjával együtt 814 ezer (2005).
A város a 400 méter magas monolit, a vízerózió létrehozta Aszo-szikla tövében épült. Az elnöki épületegyüttes, a Nemzetgyűlés, a Legfelsőbb Bíróság és a város jó része a sziklától délre helyezkedik el. „Aszo” jelentése az aszokoro nyelven „győzedelmes”.
Abuja Afrika egyik leggazdagabb és legdrágább városa, külvárosai azonban, mint Karu tulajdonképpen nyomornegyedek.

## Testvérvárosok
Abuja testvérvárosai:
- Brazília, Brazíliaváros
- USA, Detroit
- India, Kanpur